# Chrystia Freeland
Christina Alexandra "Chrystia" Freeland PC MP (sinh ngày 2 tháng 8 năm 1968) là một nhà văn, nhà báo và chính trị gia người Canada. Freeland được bổ nhiệm làm Bộ trưởng Bộ Tài chánh Canada vào tháng 8 năm 2020, kế nhiệm Bill Morneau. Cô đã làm việc ở nhiều vị trí biên tập tại Financial Times, The Globe and Mail và Thomson Reuters (nơi bà là giám đốc quản lý và biên tập viên cho tin tức của người tiêu dùng), trước khi tuyên bố ý định tranh cử ứng cử viên của đảng Tự do trong cuộc bầu cử phụ để thay thế Bob Rae làm Thành viên của Quốc hội cho Trung tâm Toronto. Sau khi giành được đề cử tự do vào ngày 15 tháng 9 năm 2013, cô đã được bầu vào quốc hội vào ngày 25 tháng 11 năm 2013. Được bổ nhiệm vào Nội các Canada với tư cách là Bộ trưởng Thương mại Quốc tế vào ngày 4 tháng 11 năm 2015, Freeland được vinh danh là một trong 50 người có ảnh hưởng nhất của Toronto bởi tạp chí Toronto Life. Vào ngày 10 tháng 1 năm 2017, Freeland được bổ nhiệm làm Bộ trưởng Bộ Ngoại giao.